# Szkuciska
Szkuciska – wieś w Polsce położona w województwie lubelskim, w powiecie opolskim, w gminie Wilków.
W latach 1975–1998 miejscowość należała administracyjnie do ówczesnego województwa lubelskiego.
Wieś Szkuciska jest jedną z najmniejszych miejscowości w gminie Wilków. Jest to właściwie kilka rozrzuconych gospodarstw, otoczonych sadami owocowymi i chmielnikami. Teren jest tu prawie płaski.
Wieś stanowi sołectwo w gminie Wilków. Według Narodowego Spisu Powszechnego z roku 2011 wieś liczyła 40 mieszkańców.
Wierni Kościoła rzymskokatolickiego należą do parafii św. Floriana i św. Urszuli w Wilkowie.

## Historia
Wieś wymieniona w wieku XIX jako „Szkucisko” w składzie gminy Szczekarkóww opisie wsi i dóbr Szczekarków, [w:] Słownik geograficzny Królestwa Polskiego, t. XI: Sochaczew – Szlubowska Wola, Warszawa 1890, s. 836.